# Tuffa Viktor
Tuffa Viktor (engelska: Andy Capp), även Tuffe Viktor, är en brittisk skämtserie, skapad 1957 av Reg Smythe. Titelfiguren är en öldrickande och fotbollsintresserad dagdrivare, och serien skapades som en drift med brittisk underklass. 1960 skapades biserien Buster, som på svenska länge hade en egen sportserietidning.

## Beskrivning och historik
Tuffa Viktor skapades 1957 av Reginald Smythe, som en daglig skämtteckning. Den var ursprungligen en drift med brittisk underklass i norra England. Andy och hans vänner talar utpräglad nordengelsk arbetardialekt. Serien innehöll från början skämt om ämnen som familjevåld, arbetslöshet, alkoholism, otrohet, ekonomiska problem med mera. Den visade egentligen upp en stark misär, grepp som tonades ned efter att serien blev en internationell succé och kritiserats för sin lättsamma skildring av allvarliga sociala problem.

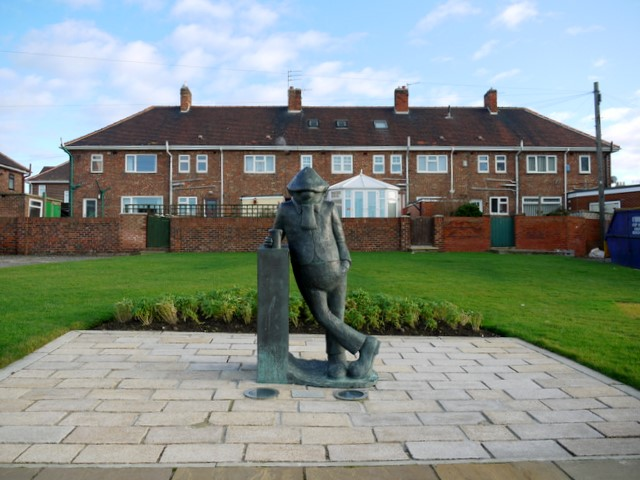
Tuffa Viktor-statyn i Hartlepool, avtäckt 2007.

Huvudfigurer i serien är den fotbolls- och ölintresserade soffliggaren Viktor (Andy) och hans huskors Vivan (engelska: Flo). Duon sägs vara inspirerad av serieskaparens egna föräldrar. De bor på Durham Street 37 i nordengelska hamnstaden Hartlepool, Smythes egen hemstad.
Serien produceras efter Smythes död av Roger Mahoney (född 1933) och Roger Kettle (född 1951); dessa namngavs inte i serien förrän 2004. På senare år har även Lawrence Goldsmith (född 1960) arbetat med serien.
Namnet "Andy Capp" är en lek med ordet "handicap", uttalat på typisk nordengelsk arbetardialekt.
Han har ett par gånger parodierats, bland annat som "Käcka Sighsten" i Pyton.

## Tuffa Viktor internationellt
Serien har trots sin starka koppling till brittisk arbetarklass blivit internationellt populär. Vid skaparen Smythes död 1998 publicerades serien i cirka 1 700 tidningar runt världen.
I Sverige publicerades serien länge i Aftonbladet (som Tuffa Viktor) och Göteborgs-Tidningen (som Tuffe Viktor). Den har även gått i 91:an, Åsa-Nisse samt i en kortlivad egen serietidning.
Tuffa Viktor återfinnes även som symbol i fotbollslaget GAIS supporterkultur, bland annat på Makrillarnas flaggor och kläder. 

## Staty
I Hartlepool finns numera en staty av Tuffa Viktor. Den skapades av Jane Robbins, skulptör från Shropshire, och avtäcktes 28 juni 2007. Statyn är placerad vid Croft Terrace, 200 meter söder om ena änden av Durham Street. Den porträtterar "arbetarklasshjälten" i en typiskt avslappnad pos, utan sin cigarett men tillsammans med ett ölglas. Avtäckningen gjordes av Reginald Smythes änka Jean, som fortfarande bor i staden.

## BiserienBuster
En inofficiell son till Tuffa Viktor introducerades 1960 av serieförlaget Fleetway/IPC. Resultatet blev serien om kepspojken Buster, även mångårig galjonsfigur för den svenska sportserietidningen med samma namn. På grund av copyrightkonflikter slutade man snart att hänvisa till Buster som Viktors son, men spår av grundidén märktes även på senare tid; bland annat kunde man tydligt se att Busters mamma var en lätt reviderad version av Vivan.